# Ina van Berckelaer-Onnes
Ina Allagonda van Berckelaer-Onnes (Groningen, 2 januari 1942) is een Nederlands orthopedagoog en emeritus hoogleraar orthopedagogiek.

## Loopbaan
Ina van Berckelaer-Onnes studeerde klinische en orthopedagogiek aan de universiteit van Leiden. Na haar afstuderen in 1967 werd ze medewerker bij de afdeling orthopedagogiek van die universiteit. Ze promoveerde in 1979 in Utrecht op het proefschrift 'Vroegkinderlijk autisme: een opvoedingsprobleem'. Haar promotor was dr. L.N.J. Kamp, hoogleraar in de kinderpsychiatrie.
In de periode 1983-1985 werkte mevrouw Van Berckelaer bij de afdeling psychologie van het Glenrose Hospital in Edmonton, Canada. In 1985 keerde ze terug in Leiden, waar ze zes jaar later benoemd werd tot bijzonder hoogleraar orthopedagogiek. In 2001 werd deze post omgezet in een gewoon hoogleraarschap met als leeropdracht orthopedagogiek, in het bijzonder orthopedagogische hulpverlening aan kinderen en jeugdigen met ontwikkelingsstoornissen.
Ina van Berckelaer-Onnes omschrijft kinderen met een ontwikkelingsstoornis als uitermate kwetsbaar. Zij, maar zeer zeker ook de ouders hebben specifieke hulp nodig. Autisme is een neurobiologische stoornis die vergaande consequenties heeft voor opvoeding en onderwijs, stelt Van Berckelaer
Mede door het pionierswerk van Ina van Berckelaer-Onnes wordt autisme in brede kring als orthopedagogische vraagstelling erkend en bestudeerd.
In 2005 ontving Van Berckelaer-Onnes de Piet Vroon Prijs voor de manier waarop ze de resultaten van wetenschappelijk onderzoek toegankelijk heeft gemaakt voor een breed publiek.
Ina van Berckelaer-Onnes werd bij haar emeritaat in juni 2007 benoemd tot Officier in de Orde van Oranje-Nassau.

## Nevenactiviteiten
Van Berckelaer heeft onder meer bestuursfuncties bekleed bij de Stichting Postdoctorale Opleidingen Geestelijke gezondheidszorg Leiden, de landelijke Commissie Toetsing Indicatie Speciaal Onderwijs en de Vereniging ter bevordering van orthoagogische activiteiten. Verder was ze betrokken bij het specialistisch observatie- en behandelinstituut De Hondsberg, de Stichting Philadelphia en diverse commissies voor wetenschappelijke prijzen.

## Enkele publicaties
- I.A. van Berckelaer-Onnes, Vroegkinderlijk autisme: een opvoedingsprobleem. Lisse: Swets & Zeitlinger, 1979.
- J. Rispens en I.A. van Berckelaer-Onnes, Theoretische orthopedagogiek. Groningen: Wolters-Noordhoff, 1985.
- I.A. van Berckelaer-Onnes, Leven naar de letter.  Groningen: Wolters-Noordhoff, 1992.
- T.A. van Yperen, J. Rispens en I.A. van Berckelaer-Onnes, Classificatie van specifiekee ontwikkelingsstoornissen. Tijdschrift voor Orthopedagogiek, 31(6) 1992, blz 254-268.
- I.A. van Berckelaer-Onnes, J. van Loon en A. Peelen, Challenging Behaviour: a challenge to Change. Autism, vol. 6, 2002, blz 259-270.
- I. Noens, I.A. van Berckelaer-Onnes, Making sense in a fragmentary world: Communication in people with autism and learning disability. Autism, vol. 8, 2004, blz 197-218.
- I.A. van Berckelaer-Onnes, Ook op 29 juni bestaat Sinterklaas. Afscheidsrede. Leiden: University Press, 2007.

- Biblioteca Nacional de España: XX5474347
- Bibliothèque nationale de France: cb16631522k (data)
- International Standard Name Identifier: 0000 0003 8495 7653
- Library of Congress Control Number: n80008237
- Nationale Bibliotheek van Israël: 987007604670805171
- Nederlandse Thesaurus van Auteursnamen: 068407610
- Système universitaire de documentation: 162010486
- Virtual International Authority File: 279254534